# Przemiana austenityczna

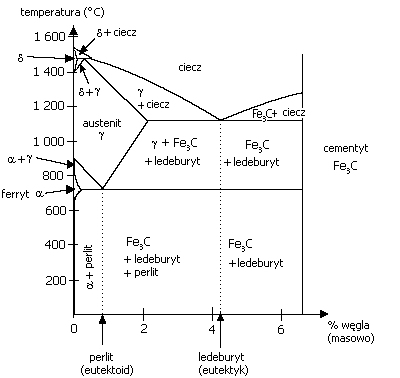
Wykres żelazo-węgiel

Przemiana austenityczna – przemiana jakiej doznaje nagrzewany ferryt powyżej temperatury 727 °C. Zachodzi wtedy przemiana ferrytu w austenit poprzez zarodkowanie heterogeniczne na granicach ziaren.
Zakres występowania stabilnego austenitu określa obszar opisany punktami G, S, E, J i N wykresu żelazo-węgiel. Najszerszym jego zakresem występowania w czystej postaci jest temperatura 1130 °C. W tej temperaturze struktura krystaliczna austenitu jest w stanie wchłonąć do 2,11% węgla. W stopie o zawartości węgla powyżej 0,8% (stal nadeutektoidalna), wraz z nagrzewaniem do temperatury powyżej Ac1 (około 727 °C) określanej przez krzywą SE z ferrytu znajdującego się w perlicie rozpoczyna się wydzielać austenit, lokując się na granicach płytek ferrytu i cementytu. Podczas tej przemiany cementyt rozpuszcza się w austenicie aż do jego całkowitego wykorzystania i zakończenia austetnityzowania. Przy stopach o zawartości węgla poniżej 0,8% (stal podeutektoidalna) przy grzaniu powyżej temperatury opisanej krzywą GS, z ferrytu wydziela się austenit (zarówno z wolnego ferrytu, jak i ferrytu wchodzącego w skład perlitu). Podczas tego procesu również wykorzystywany jest cementyt do „zasilania” węglem austenitu (w austenicie rozpuszcza się więcej węgla niż w ferrycie). Całkowita przemiana zachodzi po wykorzystaniu cementytu i po osiągnięciu temperatury Ac3